# Geometry of Phenomena
Geometry of Phenomena ist ein Musikalbum von Kyoko Kitamura, Taylor Ho Bynum, Tomeka Reid und Joe Morris. Die am 17. September 2023 in den Firehouse 12 Studios in New Haven (Connecticut) entstandenen Aufnahmen erschienen am 4. Oktober 2024 auf Relative Pitch Records.

## Hintergrund
Nach den drei Alben Geometry of Caves (2018), Geometry of Distance (2019) und Geometry of Trees (2022) kam für Geometry of Phenomena das Quartett, das wie zuvor aus der Sängerin Kyoko Kitamura sowie Taylor Ho Bynum (Trompete, Flügelhorn), Joe Morris (Gitarre) und Tomeka Reid (Cello) besteht, erneut für eine Studiosession zusammen.

## Titelliste
- Kitamura, Reid, Ho Bynum, Morris: Geometry of Phenomena (Relative Pitch Records RPR1200)[1]

1. All That Remains 9:38
2. Encounter 7:18
3. Cryconite Hole 9:34
4. Between Wor(l)ds 5:43
5. Extinct / Extant 17:26
6. Immersion in the Invisible 6:20
7. Antiperistasis 7:25

Die Kompositionen stammen von Taylor Ho Bynum, Kyoko Kitamura, Joe Morris und Tomeka Reid.

## Rezeption
Das Rezept sei bekannt, man verwende alle möglichen Ressourcen, werde aber experimentierfreudig erneuert, schrieb Franpi Barriaux (Citizen Jazz). Besonders bemerkenswert sei hier die Arbeit von Tomeka Reid, insbesondere der erweiterte Einsatz ihres Instruments, bei dem sie den Korpus zur rhythmischen Basis mache. Die Anmut der Veränderung sei jedoch in erster Linie Kitamuras Stimme zu verdanken. Nicht, dass sie ihren Ansatz geändert hätte, der aus einfallsreichen Klangfarben und erfundenen Phonemen bestehe, aber wie in „Between Wor(l)ds“, zwischen Reids Bogenspiel und Bynums Litanei, lasse sie mehr von ihrem lyrischen Ballast in einem Klang sprechen, der an orientalische Sprachen erinnere. In diesem Stück, unbestreitbar dem intensivsten des Albums, würde sich in einem Spiel die Verschmelzung der Mitglieder des Quartetts widerspiegeln. Diese „Geometrie der Phänomene“ habe etwas Magisches, etwas aus dem Reich der Fremdartigkeit. Die Poesie dieser Begegnungen zwischen vier Personen sei noch immer so stark wie eh und je, doch was hier auf dem Spiel stehe, sei die strenge Metonymie der Ausdrücke der Improvisatoren, die mit einer absolut klaren Einfachheit und Natürlichkeit miteinander kommunizieren.